# Inégalité de Bousquet
L'inégalité de Bousquet est une inégalité de concentration du supremum d'une somme de variables indexé par un ensemble quelconque établie par Bousquet. Ce résultat ressemble à l'inégalité de Bennett et donne la déviation du supremum d'un processus empirique par rapport à sa moyenne.

## Énoncé
On peut retrouver les énoncés dans l'article de Bousquet ou le livre de Boucheron, Lugosi et Massart. Soient {\displaystyle X_{1,s},\dots ,X_{n,s}} des variables aléatoires réelles i.i.d. indexés par {\displaystyle s\in T}. On suppose que les variables sont centrées et majorées par 1, i.e. {\displaystyle \mathbb {E} [X_{i,s}]=0} et {\displaystyle |X_{i,s}|\leq 1} pour tout {\displaystyle i=1,\dots ,n} et {\displaystyle s\in T}. On note {\displaystyle Z=\sup _{s\in T}\sum _{i=1}^{n}X_{i,s}}. Alors pour tout {\displaystyle \lambda ,t\geq 0}, 
 où {\displaystyle \phi (u)=e^{u}-u-1,h(u)=(1+u)\log(1+u)-u} pour {\displaystyle u\geq -1}, {\displaystyle v=2\mathbb {E} Z+\sigma ^{2}} avec {\displaystyle \sigma ^{2}=\sup _{s\in T}\sum _{i=1}^{n}\mathbb {E} X_{i,s}^{2}}. En optimisant la fonction {\displaystyle h}, on obtient en particulier 